# Gösta Carlsson (sociolog)
Nils Gösta Carlsson, född 19 september 1919, död 16 mars 2015, var en svensk sociolog.
Carlsson blev 1959 den första professorn i sociologi vid Lunds universitet och stannade på professuren till 1969. Han har också varit professor i makrosociologi vid Humanistisk-samhällsvetenskapliga forskningsrådet, Stockholms universitet. Han blev 1975 ledamot av Vetenskapsakademien.